# Pitorreal
Pitorreal är en ort i Mexiko.   Den ligger i kommunen Charo och delstaten Michoacán de Ocampo, i den södra delen av landet, 200 km väster om huvudstaden Mexico City. Pitorreal ligger 2 220 meter över havet och antalet invånare är 204.
Terrängen runt Pitorreal är huvudsakligen kuperad, men österut är den bergig. Runt Pitorreal är det glesbefolkat, med 8 invånare per kvadratkilometer. Närmaste större samhälle är Morelia, 18,9 km väster om Pitorreal. I omgivningarna runt Pitorreal växer huvudsakligen savannskog.